# Милица Вуковић
Милица Вуковић (Београд, 1981) српскa је академскa сликарка.

## Образовање и професионални рад
Рођена је 1981. године у Београду, где је завршила средњу школу за дизајн 2000. године, а потом дипломирала 2005. на Факултету примењених уметности у Београду. Магистарске студије и магистратуру завршила 2009. на истом факултету у класи ванредног професора Синише Жикића.
Члан је УЛУПУДС-а и самостални је уметник од 2010. Такође, члан је удружења Камена колонија и Широка стаза.
Након факултета била је запослена као наставник ликовне културе у неколико основних школа.
Од 2009. године до данас сарађује са Регионалним центром за таленте из Земуна као аутор и водитељ ликовних радионица за децу и омладину, школе сликања и графичких решења промотивног материјала. Између осталог, аутор плаката за годишњи конкурс Центра за таленте за надарене ученике, који је од 2010. до данас у употреби.

## Реализовани програми за децу
Реализовани програми за децу у оквиру Регионалног центра за таленте Београд 1, Земун, под покровитељством Секретаријата за спорт и омладину града Београда:
- Август 2016. Аутор и реализатор пројекта: Ликовна радионица: „Мурал, мозаик и сликање уљем на платну”
- Јануар 2016. Аутор и реализатор пројекта: Ликовна радионица: „Графика - линорез”
- Август 2015. Аутор и реализатор пројекта: Ликовна радионица: „Мурал у ОШ „Соња Маринковић”
- Јануар 2015. Аутор и реализатор пројекта: Ликовна радионица „Сликање уљем на платну”
- Август 2014. Аутор и реализатор пројекта: Ликовна радионица „Израда мозаик”
- Јануар 2014. Аутор и реализатор пројекта: Ликовна радионица „Сликање уљем на платну“ III
- Август 2013. Аутор и реализатор пројекта: Ликовна радионица „Мозаик“
- Јануар 2013. Аутор и реализатор пројекта: Ликовна радионица „Мозаик 2013.“
- Август 2012. Аутор и реализатор пројекта: „Ликовна колонија Лидо 2012.“
- Јануар 2012. Аутор и реализатор ликовне радионице „Израда мурала и сликање уљем на платну“
- Август 2011. Аутор и реализатор ликовне радионице - мурал у обданишту „Чворак“ у Батајници
- Јануар 2011. Аутор и реализатор пројекта: Ликовна радионица „Сликање уљем на платну“ II
- 2009.- 2010. Аутор и реализатор пројекта: Ликовна радионица „Сликање уљем на платну“
- У току 2009. Реализатор програма ликовне радионице „Здрава деца – здрав град“, под покровитељством Секретаријата за здравство града Београда
- 0д 2010. до данас: Аутор и водитељ Школе цртања и сликања за децу школског узраста

## Изведени радови
У оквиру ликовних радионица за децу и самостално:
- Два ауторска мурала изведена у Електротехничкој школи Земун, 2016.
- Мурал у Електротехничкој школи Земун, део пројекта „Ликовна радионица – мурал, мозаик и сликање уљем на платну,“ у организацији Регионалног центра за таленте, под покровитељством Секретаријата за спорт и омладину града Београда, 2016.
- Два мурала у ОШ „Соња Маринковић“ Земун, део пројекта „Ликовна радионица – мурал“, у организацији Регионалног центра за таленте, под покровитељством Секретаријата за спорт и омладину града Београда, 2015.
- Мозаик „Поглед“, Дом за одрасла инвалидна лица, Земун, 2015.
- Мозаик за јахту приватног лица, као део тима Анђелке Радојевић.
- Мозаик „Look“ (100 х120 цм) - Удружење „Звончица“, „Институт за мајку и дете“ Београд,
- „Пут око света“, 2013, за приватног наручиоца, (6 м²),
- Регионални центар за таленте Београд 1- Земун – Мурал „Дрво знања“(20 м²), део пројекта „Израда мурала и сликање уљем на платну“, 2012. у организацији Регионалног центра за таленте, под покровитељством Секретаријата за спорт и омладину града Београда,
- Регионални центар за таленте Београд 1- Земун – Мурал „Феникс“ (14 м²), део пројекта „Израда мурала и сликање уљем на платну“, 2012. у организацији Регионалног центра за таленте, под покровитељством Секретаријата за спорт и омладину града Београда,
- Обданиште „Чворак“, Батајница – мурал „Чворак“ (око 20 м²), део пројекта „Ликовна радионица за децу – Батајница 2011,“ у организацији Регионалног центра за таленте, под покровитељством Секретаријата за спорт и омладину града Београда,
- ОШ „Станко Марић“, Угриновци – „Башта“, 2011. (20 м²), више учесника у изради,
- ОШ „Станко Марић“, Угриновци – „Немањићи“ (7 м²) 2009.
- ОШ „Станко Марић“, Угриновци – Мурал „Бесконачост“ (16 м²) реализовала ауторски пројекат „Ликовна радионица за децу – мурал“ поводом 250 година од оснивања ове школе, под покровитељством Министарства за културу РС,

## Радови у колекцијама
- Два мозаика у сталној поставци музеја „Старо село“ Сирогојно, настали током Летњих школа мозаика 2002. и 2003. у организацији Универзитета уметности из Београда;
- Сигурна кућа у Београду;
- ГО Нови Београд (са колоније „Уметност на Сави – сликамо за бебе“), ЦЗК Стара Пазова, Удружење родитеља „Звончица“ – „Институт за мајку и дете“ Београд, удружење Камена колонија, удружење Широка стаза и приватна лица.

## Самосталне изложбе
- 2015. „La dolce vita!“ – цртежи и мозаици, галерија Куцера - Центар за културу Раковица;
- 2013. „Знакови“ – мозаик и асамблаж, Центар за културу Стара Пазова;[3]
- 2012. 11. Арт маркет – „12 соба: 12 сликарки + 1 вајар“, донаторска изложба за Сигурну кућу у организацији SCASAs -а – цртежи и слике, Музеј краља Петра I Београд;[4]
- 2010. „Акција и реакција у белом“ - слике и објекти, „Арт центар“ Београд;
- 2009. Магистарска изложба „Од електронске ка зидној слици“ - мозаици и слике, Дом културе Студентски град Београд;[5]
- 2006. „Теле...” - изложба слика и креативна радионица, галерија „Бранко Миљковић” Београд;
- 2005. „Теле...” у кафе – галерији „Или или” у Београду.

## Колективне изложбе
- 2016:

Београдски фестивал мозаика, Кућа легата Београд, изложба и предавање;
„Слободан поглед”, галерија Икар, Дом Војске;
8. Међународни сајам камена и пратеће индустрије, STONEEXPO SRBIJA 2016, Београд;
Мајска изложба новобеоградских уметника, СКЦ Нови Београд;
Пето бијенале цртежа, Музеј Војводине, Нови Сад;
Изложба „Молитва, Клуб „Боготражитељ”, Београд;
„Камен у архитектури и уметности”, Уметнички центар УБСМ, Београд.
- 2015:

Меморијал „МБЂ 5“, Mima and Cello Music School, Woodcreek Community Centre, Калгари, Канада;
47. Мајска изложба УЛУПУДС-а - РЕЧ, Музеј краља Петра  у Београду;
„Пролећни ликовни салон“, Центар за културу „Масука“ Велика Плана;
XIX Међународна пролећна изложба удружења „Широка стаза“, Педагошки музеј Београд;
„Камен у архитектури и уметности“, Уметнички центар УБСМ, Београд;
Меморијал „MBDJ 5”, галерија Културног центра у Кјотоу, Јапан;
Пето бијенале цртежа, Историјски архив у Панчеву;
„Мозаик малог формата Х”, Мала галерија УЛУПУДС-а, Београд;
- 2014:

Широка стаза 014 – Заједно, Педагошки музеј, Београд;
Меморијал „МБЂ 5“, галерија Богић, Београд;
46. Мајска изложба УЛУПУДС-а, РЕ-СТАРТ, Музеј краља Петра I у Београду;
VI бијенале мозаика „Сјај камена“, галерија СКЦ Нови Београд;
„Камен у архитектури и уметности“, Уметнички центар УБСМ, Београд.
- 2013:

„Мозаик малог формата VIII“, Мала галерија УЛУПУДС-а, Београд;
„Дани Савамале“, (селектор, организатор и излагач) Mikser house, Београд;
Камена колонија – изложба мозаика и скулптура, у оквиру манифестације „Хармонија природе и духовности у београдском камену керсантиту“- Београд јули 2013, Fish fest Београд;
„Радови малог формата чланова УЛУПУДС-а 2013.“, путујућа изложба кроз Србију:
Центар за културу „Масука“ Велика Плана
Народна библиотека „Душан Матић“ Ћуприја
Културни центар, Крушевац
Културни центар „Светозар Марковић“, Јагодина
Народни музеј, Аранђеловац
Дом културе, Ивањица
Ликовни салон Дома културе, Трстеник
Дом ваздухопловства, Земун
Установа културе „Палилула“, Београд
Ретроспективна изложба 60 година УЛУПУДС-а 1953-2013, Изложбени салон на Андрићевом венцу, видео презентација активности садашњих чланова удружења
„Традиционално-модерно“, годишња изложба сликарско графичке секције УЛУПУДС-а, УК Палилула
Ретроспективна изложба Школе за дизајн, одсек тестил, „Занимљива математика“, галерија КЦБ
III бијенале акварела малог формата, галерија СКЦ Нови Београд
„Радови малог формата чланова УЛУПУДС-а 2012.“, завршна изложба, УК „Палилула“
- 2012:

Изложба „Даривање“, Мала галерија УЛУПУДС-а
„Мозаик малог формата VII“, галерија Завода за проучавање културног развитка
„Рам као слика“, галерија „Хелена“, ауторски пројекат Оливере Протић
Хуманитарна изложба „Уметност на Сави – сликамо за бебе“, Новобеоградска културна мрежа
„Радови малог формата чланова УЛУПУДС-а 2012.“, путујућа изложба кроз Србију:
Центар за културу Стара Пазова
Центар за културу „Масука“ Велика Плана
Музеј Срема, Сремска Митровица
Галерија „Мостови Балкана“ Крагујевац
Завичајни музеј Петовац на Млави
Народна библиотека „Душан Матић“ Ћуприја
Културни центар Вршац
Музеј Панчева
Народни музеј Зрењанин
Центар за културу и уметност Алексинац
„Мајска изложба новобеоградских уметника“, галерија СКЦ Нови Београд
V бијенале мозаика „Траг епоха“, галерија СКЦ Нови Београд
„Традиционално-модерно“, годишња изложба сликарско графичке секције УЛУПУДС-а, Галерија 73
- 2011:

10. изложба Арт маркета – „Соба - новогодишњи вашар савремене уметности“, у организацији SCASAs - са, Музеј краља Петра I у Београду
„Мозаик малог формата VI“, група Аметист и галерија „Феникс“
Годишња изложба сликарско графичке секције УЛУПУДС-а, галерија „Сингидунум“
Јунски Арт маркет „12 соба-30 уметника“, у организацији SCASAs – а, Музеј краља Петра  у Београду
„Београд – урбана незадовољства“, Центар за културу НУ „Божидар Аџија“
„Мали формати 2011.“, путујућа изложба кроз Србију чланова сликарско графичке секције УЛУПУДС-а:
Алексинац, Центар за културу и уметност
Сремска Митровица, Музеј Срема
Ивањица, Галерија Дома културе
Трстеник, Ликовни салон Дома културе
Крушевац, Културни центар
Ћуприја, Народна библиотека Душан Матић
Аранђеловац, Галерија Александар Алек Ђоновић
Велика Плана, Центар за културу „Масука“
Београд, Галерија Установе културе „Палилула“
43. мајска изложба УЛУПУДС-а – „Креативна кошница“, МПУ у Београду
„Млади“ – изложба ликовних уметника Новог Београда; Новобеоградска културна мрежа
„Дизајнирање рециклаже VI – Лабораторија чистијег света“, галерија „Сингидунум“
„Традиционално-модерно“, годишња изложба сликарско графичке секције УЛУПУДС-а, Галерија 73
- 2010:

„Ликовни језик ћирилице“, Модерна галерија Лазаревац
„Мозаик малог формата V“, група Аметист и галерија „Феникс“
„Млади“ – изложба ликовних уметника Новог Београда; Новобеоградска културна мрежа
„Традиционално-модерно“, годишња изложба сликарско графичке секције УЛУПУДС-а, Централни дом Војске Србије
IV Бијенале мозаика „Симфонија у камену“, Народни музеј Пожаревац
IV Бијенале мозаика „Симфонија у камену“, галерија СКЦ Нови Београд
Колективна изложба у галерији „“, Центар за културу и образовање Раковица
Изложба новопримљених чланова у УЛУПУДС, галерија СУЛУЈ
- 2008:

„15. београдска Мини-арт сцена“ у галерији „Сингидунум“
„Мозаик малог формата III“, група Аметист и галерија „Феникс“
Колективна изложба у галерији „“, Центар за културу и образовање Раковица
III Бијенале мозаика, галерија СКЦ Нови Београд
- 2007:

Илустрација насловне стране за књигу Илинке Вуковић „Онда, онде“
Изложба мозаика у Дому културе у Алексинцу, у част проф. Владе Тодоровића
- 2006:

““, СКЦ Београд
„Чујно-Видљиво“, Француски културни центар у Нишу
„Чујно-Видљиво“, ФКЦ у Београду
- 2005:

„Или-Или“ multimedia party, у СКЦ-у
Дипломска изложба ФПУ, Музеј 25. мај клуб „Андерграунд“
- 2004:

„11. београдска Мини-арт сцена“, галерија „Сингидунум“
- 2003:

„Зимски (децембарски) салон уметности“, Градска галерија у Мајданпеку
- 2000:

Изложба ускршњих јаја у Беоизлогу,
Изложба радова на тему заштите животне средине на рециклираном папиру, у Природњачком музеју у Београду
- 1999:

Аутор кишобрана на модном перформансу „Сновиђење кишобрана“ у клубу „Андерграунд“; Центар за стваралаштво младих и Школа за дизајн

## Аутор више текстова у каталозима уметника, као и приказа различитих изложби (избор)
- „Они који чекају“, Ружица Бајић Синкевић, галерија ЦЗК Стара Пазова 2015.
- „Мали формат 2010.“, сликарско-графичка секција УЛУПУДС-а, галерија „Сингидунум“
- „Паладин“, фотографије Маријане Оро, галерија Центра за културу Мајданпек, 2010.
- „Мозаик – слободна форма у простору“, магистарска изложба Јоване Филиповић, „Срећна галерија“ СКЦ, 2010.
- „Акција и реакција у белом“, моја самостална изложба, у „Арт центру“ у Београду, 2010.
- „Мурал у ОШ „Станко Марић““ – Сајт ОШ „Станко Марић“, Београд 2011.

## Остале активности
- Аутор логоа удружења Широка стаза, за текућу годину, 2015.
- Члан савета галерије Центра за културу Стара Пазова, од маја 2014.
- Више пута члан жирија изложби сликарско – графичке секције УЛУПУДС-а и других.
- Учествује на бројним ликовним колонијама и хуманитарним изложбама.

## Награде
- 2016. Друга награда за мозаик, „Камен у архитектури и уметности”, Уметнички центар УБСМ, Београд,
- 2015. Награда за мозаик, изложба „Мозаик малог формата Х”, група Аметист, Мала галерија УЛУПУДС-а,
- 2013. III награда на колонији мозаика „Хармонија природе и духовности у београдском камену керсантиту” у организацији удружења Камена колонија,
- 2013. Специјално признање за селекцију и организацију изложбе удружења Камена колонија у оквиру манифестације „Дани Савамале“, Мikser house, Београд,[8]
- 2013. Специјално признање за организацију Школе мозаика у оквиру колоније мозаика „Хармонија природе и духовности у београдском камену керсантиту“ у организацији удружења Камена колонија,
- 2011. Плакета од стране групе Аметист и галерије Феникс, признање за уметнички допринос савременом мозаику.

## Галерија
Избор радова